# Stanisław Wojciechowski
Stanisław Wojciechowski, född 15 mars 1869 i Kalisz, Kongresspolen, Kejsardömet Ryssland, 
död 9 april 1953 i Gołąbki utanför Warszawa, Folkrepubliken Polen, var en polsk politiker i PPS, Polska Socialistpartiet, och president mellan 1922 och 1926. 

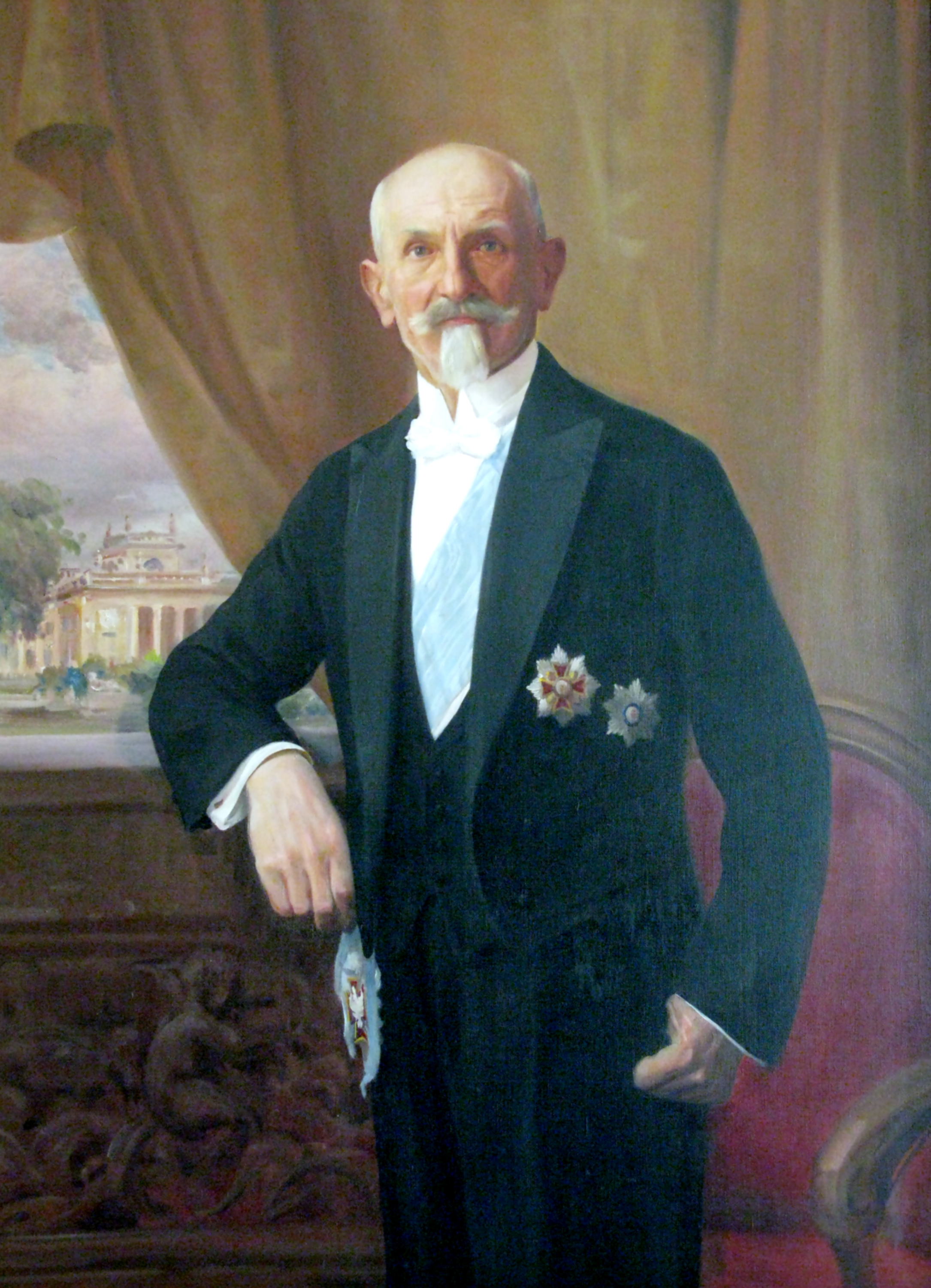
Målning av Stanisław Wojciechowski

Han blev president efter Gabriel Narutowicz som dog i ett attentat efter några dagar som president. Wojciechowski avgick efter Józef Piłsudskis statskupp i maj 1926 och han efterträddes av Ignacy Mościcki. Därefter arbetade han som professor vid jordbruksskolan i Warszawa och ledde Kooperativa Vetenskapsinstitutet.